# Ceropegia anantii
Ceropegia anantii là một loài thực vật có hoa trong họ La bố ma. Loài này được S.R.Yadav, Sardesai & S.P.Gaikwad mô tả khoa học đầu tiên năm 2004.